# Byer i Tchad
Dette er en liste over byer i Tchad.
- Abéché
- Adé
- Adré
- Am Timan
- Ati
- Bardaï
- Bébidjia
- Beinamar
- Bénoy
- Béré
- Biltine
- Bitkine
- Bokoro
- Bol
- Bongor
- Bousso
- Doba
- Dourbali
- Fada
- Faya
- Fianga
- Gaoui
- Goundi
- Gounou Gaya
- Goz Beïda
- Guélengdeng
- Guéréda
- Kélo
- Koro Toro
- Koumra
- Kyabé
- Laï
- Léré
- Linia
- Mao
- Massaguet
- Massakory
- Massenya
- Moïssala
- Moundou
- Mongo
- Moussoro
- N'Djamena
- Ngama
- Ouara
- Oum Hadjer
- Pala
- Sarh
- Zouar

## Største byer
1. N'Djamena – 704.200
2. Moundou – 136.900
3. Sarh – 100.100
4. Abéché – 72.500
5. Kélo – 41.500
6. Koumra – 35.400
7. Pala – 34.600
8. Am Timan – 28.200
9. Bongor – 27.100
10. Mongo – 27.100